# Milaim Rama
Milaim Rama (Viti, 29 februari 1976) is een Zwitsers voormalig voetballer die speelde als aanvaller.

## Carrière
Rama speelde bijna heel zijn spelersloopbaan voor FC Thun, daarnaast speelde hij nog voor FC Augsburg en FC Schaffhausen.
Hij maakte zijn debuut voor Zwitserland in 2003, in totaal speelde hij 7 interlands waarin hij niet kon scoren. Hij nam met zijn land deel aan het EK 2004 in Portugal.